# X/Open
X/Open was een consortium dat in 1984 opgericht werd door een aantal Europese fabrikanten van UNIX-systemen om open IT-standaarden te definiëren en te promoten. In 1996 fuseerde X/Open met de Open Software Foundation om The Open Group te vormen.

## Geschiedenis
De oorspronkelijke leden van het consortium waren Bull, ICL, Siemens, Olivetti en Nixdorf, een groep die soms BISON werd genoemd. Philips en Ericsson sloten zich in 1985 aan, waarop de naam X/Open werd aangenomen.
Het oorspronkelijke doel van X/Open was om één enkele specificatie op te stellen voor besturingssystemen die zijn afgeleid van UNIX om de interoperabiliteit van applicaties te vergroten en de kosten van het porteren van software te verlagen. Het consortium publiceerde zijn specificaties onder de naam X/Open Portability Guide (XPG). 
In maart 1988 was het aantal leden gestegen tot dertien met de toetreding van AT&T, Digital, Hewlett-Packard, Sun Microsystems, Unisys en NCR.
In 1990 bestond het consortium uit 21 leden: Bull, ICL, Siemens, Olivetti, Nixdorf, Philips en Ericsson uit Europa; AT&T, Digital, Hewlett-Packard, Sun Microsystems, Unisys, NCR, IBM, Prime Computer en Apollo Computer uit Noord-Amerika; Fujitsu, Hitachi en NEC uit Japan en ook de Open Software Foundation en Unix International.
In 1994 publiceerde X/Open de Single UNIX Specification, die gebaseerd was op XPG4 en andere bronnen.
In oktober 1993 werd een geplande overdracht van rechten op de merknaam UNIX van Novell naar X/Open aangekondigd. Deze overdracht werd in het tweede kwartaal van 1994 afgerond. Na de fusie met de Open Sofware Foundation werden de rechten in 1996 overgedragen aan het nieuw opgerichte consortium The Open Group.

## X/Open Portability Guide
De eerste versie van de X/Open Portability Guide (XPG1) uit 1984 had betrekking op de basisinterfaces van het UNIX-besturingssysteem. XPG2 uit 1987 behandelde internationalisering, interprocescommunicatie en de programmeertalen C, COBOL, Fortran, Pascal, de declaratieve querytaal SQL en de datatoegangsmethode ISAM. XPG3 volgde in 1988 en had als hoofddoel om convergentie met de POSIX-besturingssysteemspecificaties tot stand te brengen. In 1992 werd XPG4 gepubliceerd.